# Alcanivorax borkumensis
Alcanivorax borkumensis es una bacteria que come petróleo,
es la más abundante de todas. Inicialmente, fue descubierta en Borkum, una isla del mar del Norte. Más tarde, se descubrió que también vive en el Mediterráneo, en el Pacífico y en muchas zonas costeras. alcanivorax proviene del latín: "comedor de alcanos".